# 绿萝
绿萝（學名：Epipremnum aureum），又名黄金葛，是天南星科、麒麟叶属的一种多年生木质藤本植物，原产于法属波利尼西亚的莫雷阿岛，随着人类引进而在东南亚、南亚、华南、所罗门群岛、非洲、西印度群岛等地的热带及亚热带森林中归化，并在部分地区成为入侵物种，影响一些地方的生态平衡。喜荫蔽潮湿的环境，生命力极强，在黑暗无光的条件下亦能生存。现作为观叶植物而被广泛栽培于人类居住和活动场所，因其枝茎善于攀缘的特性，适宜吊盆栽植或植於图腾柱上。

## 形态特征
绿萝属高大藤本，靠茎部攀墙，节间具纵向槽状；较多分枝，枝悬垂。幼枝呈鞭状，细长，粗3－4毫米，节间长15－20厘米；叶柄长8－10厘米，两侧鞘状部分达顶部；鞘状部分呈皮革质感，下部每侧宽近1厘米，向上渐狭；下部叶片大，长5－10厘米，上部的长6－8厘米，纸质感，宽卵形，短渐尖，叶基部呈心形，宽6.5厘米。成熟枝上叶柄粗壮，长30－40厘米，枝基部稍大，上部关节长2.5－3厘米、稍肥厚，腹面具宽槽，叶鞘长，叶片薄皮革质感，翠绿色，通常特别是叶面有多数不规则的纯黄色斑块，不等边的卵形或卵状长圆形，前端短渐尖，叶基部深心形，长32－45厘米，宽24－36厘米，1级侧叶脉8－9对，稍粗，两面略隆起，与中肋成70°－80°。
- 名为“金女王”的绿萝品种
- 绿萝叶
- 作为室内观赏植物的绿萝
- 在室內攀缘的绿萝幼枝
- 绿萝成熟枝茎上的气根
- 攀附于壁的绿萝
- 攀附在椰树（Cocos nucifera）上的绿萝
- 办公室的绿萝

### 罕开花

绿萝开花：人工诱导下产生的肉穗花序

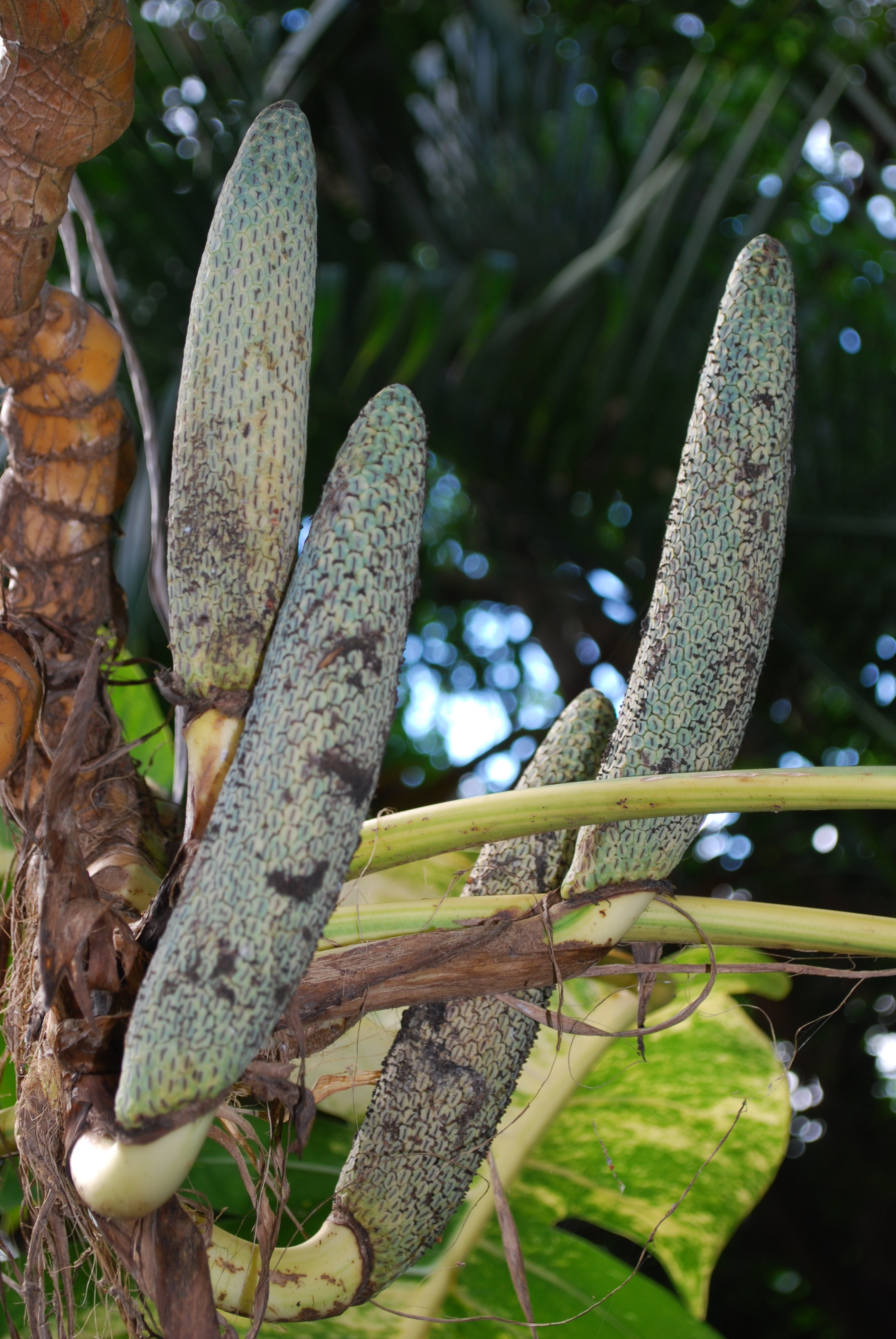
在南佛罗里达发现的野生自然花序丛

本种开花极为罕见，1962年首次记录到本种开花，依据该年的记录，其肉穗花序的形态与麒麟叶极度相似，甚至因此一度被植物学家归类为麒麟叶的栽培型，但其全株成长形态与麒麟叶仍有显著差异，才将其保留为独立物种。但自此以后，无论野外或栽培环境中一直未再发现其开花。直到2016年在自然旗下的《Scientific Reports》期刊发表的一份研究发现其罕开花的原因：本种由于基因缺损，缺少合成赤霉素的酵素吉貝素3-氧化酶1“EaGA3ox1”，不能产生足够的赤霉素来激活促成花芽分化的转录因子“EaLFY”，因而不能启动开花程序。
研究者用2500ppm的GA3赤霉素溶液喷洒两株不同生长阶段的绿萝，至全部叶子及芽湿透，只施用了一次，横向生长的小型株在第7个星期首先生出花芽，而向上攀附生长的中型株则在第8个星期长出花芽，成功诱导绿萝开花，其中小型株长成的内穗花序比较小，中型株的内穗花序比较大。
- 自然开花的成熟绿萝蔓藤
- 花序之长度
- 开花的茎之厚度
- 花序外层开裂露出成熟的果序
- 露出的成熟果序
- 被部分食用的果序
- 脱落的花序外层的内外两面

## 家居種植
本種是常見的居家種植植物，在溫帶地區，它是常見的裝飾性室內植物，如住家、辦公室、商業場所等常有其蹤影。在熱帶地區，則在室外、公園亦常見，甚至會形成野生的種羣。
由於本種難見開花結果，因此主要的種植方式為插枝。本種的莖節只要放在水中，很快就會從節眼處長出新根，即可移種土壤。如同其它澤瀉目植物，本種也很容易適應水培法。本種原生於雨林樹蔭下，因此能適應散射光明亮的室內環境，若直接放在猛烈的陽光下直曬反而會讓其葉子失去光澤、出現焦黃，但過於陰暗的環境，葉子會變深色、斑紋消失，嚴重的話會停止生長，甚至死亡。適應溫度介乎17至30 °C（63至86 °F）之間。
本種會吸收甲醛、三氯乙烯、苯、甲苯、二甲苯等常見的室內污染物，因此被認為可以改善室內空氣素質。

## 毒性

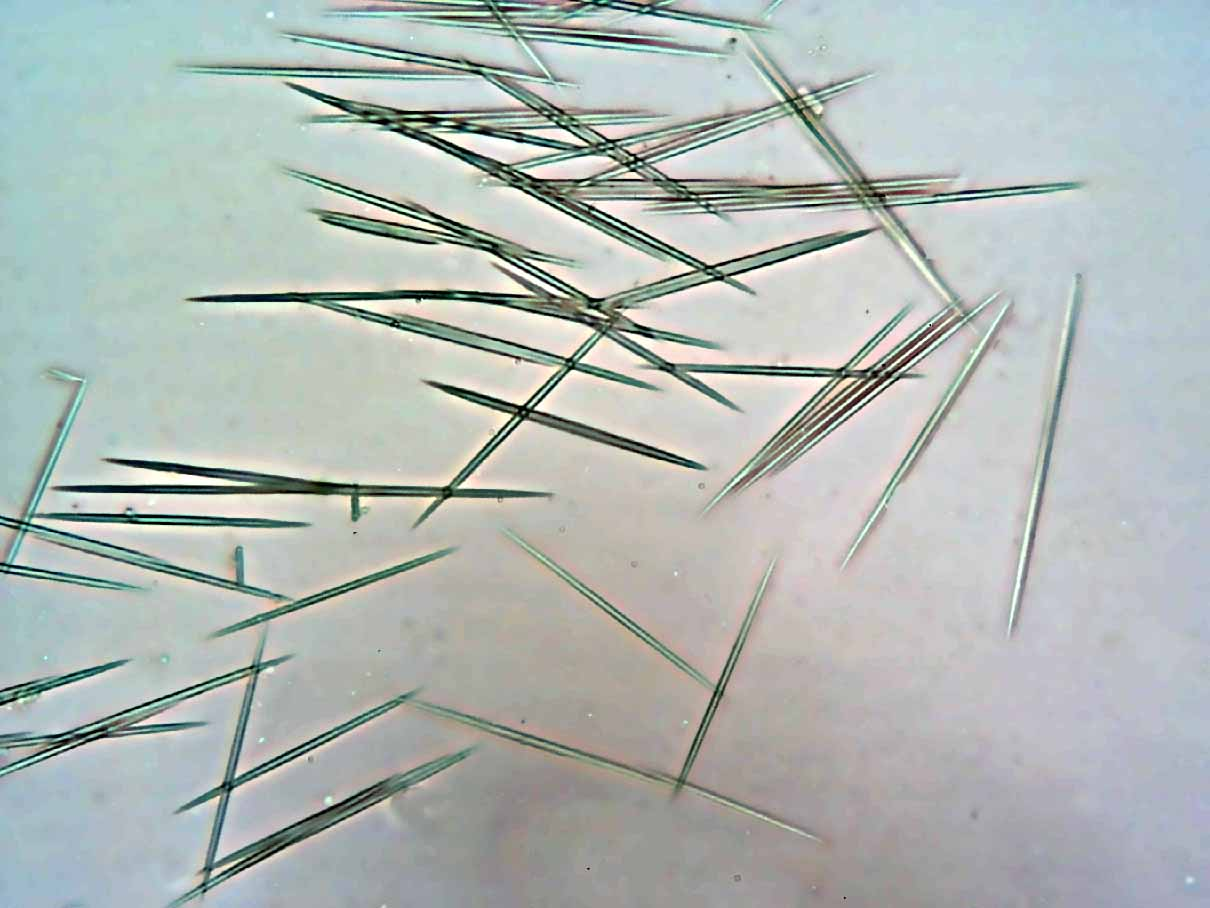
顯徵鏡下放大600倍的麒麟叶属植物中的针晶体

绿萝的毒性来自于其汁液中的针晶体，这也是许多天南星科植物的特征。这些不易溶解于水的草酸钙针晶体会对进食者的口腔、食道等软组织细胞带来物理性损伤，因此人或动物误食绿萝的枝叶，可以引起口腔刺痛、呕吐、吞咽困难等等。皮肤接触其汁液也会产生刺痛感等反应。

## 入侵物种

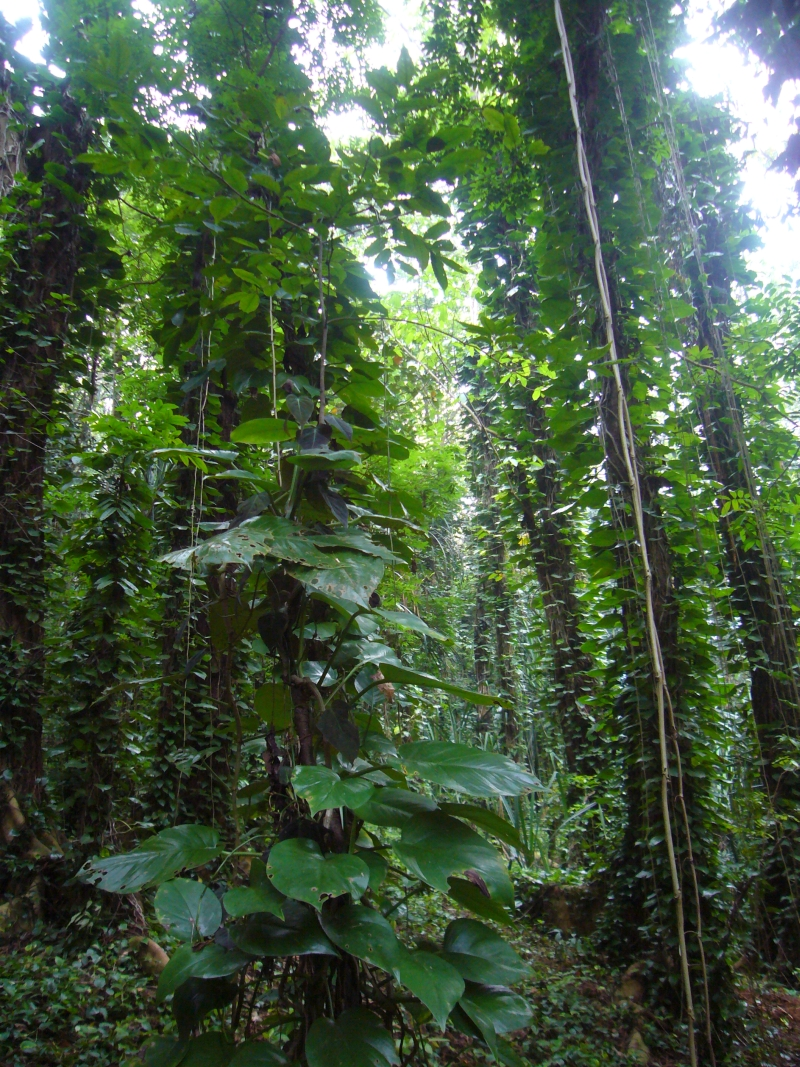
斯里兰卡乌达瓦塔凯勒保护区内，绿萝占据了大片树林。

绿萝作为观赏植物被人类带到世界各地，而在一些非原生地的热带雨林中，因缺乏环境和其他物种的压制，绿萝得以大量繁殖，成为入侵物种。例如在斯里兰卡的雨林中，绿萝过度生长，进而干扰到当地生态平衡。美国农业部于1999年将绿萝列入“入侵物种”名录。